# Johnny & Jones
Johnny & Jones war der Name eines Jazz-Duos aus Amsterdam, bestehend aus Arnold „Nol“ Siméon van Wesel (Johnny) (3. August 1918 – 20. März 1945) und Max Salomon Meyer Kannewasser (Jones) (24. September 1916 – 15. April 1945). Beide Musiker wurden Opfer des Holocaust.

## Musikalische Laufbahn

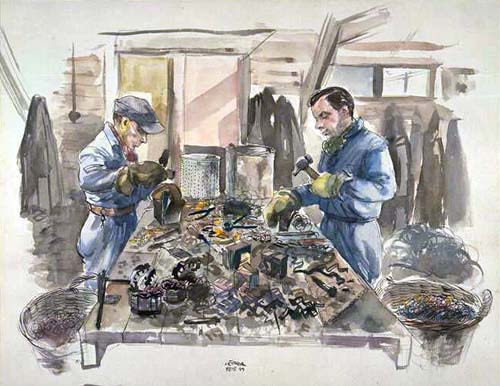
Van Wesel (r.) und Kannewasser während ihrer Gefangenschaft im Kamp Westerbork im Jahre 1944 (Zeichnung von Leo Kok)

Nol van Wesel und Max Kannewasser waren im Amsterdamer Kaufhaus De Bijenkorf angestellt. Van Wesel arbeitete in der Buchhaltung, Kannewasser verkaufte Weiße Ware. Ihr erster bekannter Auftritt war 1934, als sie auf einem Betriebsfest mit anderen Musikern als das Quartett The Bijko Rhythm Stompers aufspielten. 1936 kündigten sie ihre Anstellungen im Kaufhaus und begannen, unter dem Namen Johnny & Jones aufzutreten; Vorbild war das amerikanische Duo Slim & Slam. Sie sangen Jazzsongs, von Gitarre begleitet; ihr größter Hit war Mijnheer Dinges weet niet wat swing is aus dem Jahre 1938.  Die niederländischen Texte, die mit amerikanischem Akzent gesungen wurden, waren aktuell und humoristisch, gewürzt mit typischem Amsterdamer und jüdischem Humor. Ab 1937 traten Johnny & Jones regelmäßig im VARA-Rundfunk auf und wurden äußerst populär. Sie gelten als die ersten Teenie-Idole der Niederlande.

## Lager und Tod
Nach der Besetzung der Niederlande durch die deutsche Wehrmacht im Mai 1940 durfte das Duo wegen seiner jüdischen Herkunft nur noch vor jüdischem Publikum auftreten, und ab 1941 waren ihnen Auftritte gänzlich verboten. Kannewasser wurde von dem Sänger Max van Praag gedrängt, mit ihm gemeinsam in Boskoop unterzutauchen, was Kannewasser mit den Worten „Wir sind bekannte Künstler, uns verhaften sie nicht“ ablehnte. Zuletzt ließen sie sich zusammen mir ihren Frauen im jüdischen Pflegeheim "Joodsche Invalide" nieder und sangen heimlich für die Patienten und das Personal. 
Als die Situation immer gefährlicher wurde, versteckten sie sich schließlich zwischen den Stockwerken in Aufzügen. 1943 wurde das Pflegeheim und die beiden Männer jedoch von den Deutschen gemeinsam mit ihren Ehefrauen in das Kamp Westerbork deportiert. 
Dort wurden sie eingesetzt, um abgeschossene Flugzeuge zu zerlegen. Bei einem dieser Einsätze in der Nähe von Weesp hatten sie 1944 mit Zustimmung der Deutschen die Gelegenheit, in Amsterdam sechs Lieder aufzunehmen, vier auf Niederländisch, zwei auf Deutsch („Floep“ Zei de Stamper; Willy Rosen-Potpourri; Wij sloopen met Muziek; Consi-Ballade; De Mooiste Bloem Uit De „Lawa“; Westerbork Serenade). Darunter waren die „Westerbork Serenade“ und „Wij sloopen met Muziek“ (Wir zerlegen es mit Musik), beide Lieder mit bitterbösen Texten. So heißt es in der Serenade ahnungsvoll: „Langs het spoorwegbaantje schijnt het zilveren maantje“. („Den Eisenbahnschienen entlang scheint der silberne Mond.“)
Auch hierbei lehnten van Wesel und Kannewasser mehrere Angebote zur Flucht oder zum Untertauchen ab. Sie gaben an, überzeugt zu sein, dass ihnen nichts passieren würde. Der eigentliche Grund war aber, dass ihre Frauen weiterhin in Westerbork gefangen waren und eine Lagerregel besagte, dass jegliches Untertauchen auch an der Familie bestraft wird. Im Lager traten Johnny & Jones mindestens noch einmal unter ihrem Namen auf und sangen unter Max Ehrlich im Rahmen seiner Lagerrevuen. Weitere Auftritte in den Revuen sollen an ihrem schlechten Deutsch gescheitert sein, aber sie musizierten im Lager-Kaffeehaus.
Am 4. September 1944 wurden Nol van Wesel und Max Kannewasser mit einem der letzten Transporte aus Westerbork nacheinander nach Theresienstadt, Auschwitz, Sachsenhausen, Ohrdruf und schließlich nach Bergen-Belsen deportiert. Dort starben sie in den letzten Tagen des Zweiten Weltkriegs an Erschöpfung. Die Ehefrau von Kannewasser, Nanny, überlebte den Holocaust.

## Erinnerung
2001 entstand in den Niederlanden der Dokumentarfilm Johnny & Jones von Hans Hylkema. Im selben Jahr wurde die Kurz-Oper von Theo Loevendie und Carel Alphenaar beim Holland Festival aufgeführt. Das Verzetsmuseum Amsterdam zeigte die Ausstellung Johnny and Jones; two swinging kids and their fate.

## Diskografie
- Album Johnny and Jones: Two Kids and a Guitar (1938–1940)[12]